# Leander von Sevilla

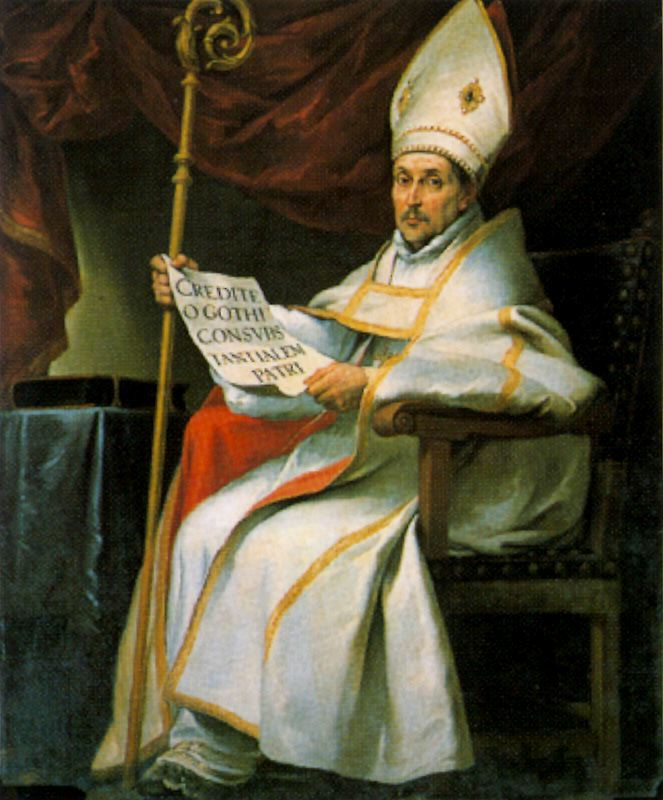
Leander von Sevilla; Gemälde von Bartolomé Esteban Murillo, um 1655

Leander von Sevilla (* um 540 in Carthago Nova (Cartagena), Spanien; † 13. März 600 in Sevilla) war ein Mönch und Erzbischof von Sevilla. Er wird in der katholischen und orthodoxen Kirche als Heiliger verehrt.

## Leben
Leander wurde um das Jahr 540 im damals byzantinischen Cartagena in Südspanien geboren. Er siedelte nach Sevilla über und trat dort in den Benediktinerorden ein. Als Mönch beeinflusste er den arianischen Königssohn Hermenegild nachhaltig, weshalb er von dessen Vater Leovigild aus dem Lande verbannt wurde. Leander ging wohl als Gesandter des aufständischen Gotenkönigs Hermenegild an den Hof von Konstantinopel, wo er unter anderem mit dem späteren Papst Gregor I. zusammentraf, der in Konstantinopel als Nuntius des Papstes Pelagius II. weilte. Nach der Niederschlagung des Aufstands des Hermenegild blieb Leander zunächst im Exil, bis er im Jahre 583 nach Sevilla zurückkehren konnte. Bereits ein Jahr später wurde er zum Erzbischof von Sevilla geweiht. Er trug besonders viel zur Bekehrung der Westgoten bei. Darüber hinaus erlangte er Bedeutung durch die Abfassung einer Nonnenregel und zweier Bücher gegen die „Irrlehren“ des Arianismus. Für seine Verdienste in der Verteidigung der „wahren Glaubenslehre“ erhielt er von Papst Gregor I. das Pallium verliehen. Nachfolger Leanders, der am 13. März 600 starb, wurde sein jüngerer Bruder Isidor, der als Isidor von Sevilla einer der herausragenden Heiligen der katholischen Kirche wurde.

## Darstellung
Leander von Sevilla ist meistens mit Buch und Schreibfeder, häufig auch mit seinen drei Geschwistern, abgebildet.

## Patronate
Leander ist der Stadtpatron von Sevilla und er ist auf dem Stadtwappen Sevillas abgebildet. Seine Hilfe wird angerufen bei Rheumatismus.

## Gedenktag
Sein Gedenktag innerhalb der Katholischen und orthodoxen Kirche ist der 13. März.